# Фицалан-Говард, Майлз, 17-й герцог Норфолк
Майлз Фрэнсис Стэплтон Фицалан-Говард (англ. Miles Fitzalan-Howard; 21 июня 1915, Лондон, Великобритания — 24 июня 2002, Хэмблден, Бакингемшир, Великобритания) — британский аристократ, 12-й барон Бомонт с 1971 года, 4-й барон Говард из Глоссопа с 1972 года, 17-й герцог Норфолк, 15-й граф Норфолк, 17-й граф Суррей и граф-маршал Англии с 1975 года, кавалер ордена Бани и ордена Подвязки. Участвовал во Второй мировой войне, дослужился до звания генерал-майора.

## Биография
Майлз Фицалан-Говард принадлежал к младшей ветви рода Говардов. Он родился 21 июля 1915 года в Лондоне и стал старшим сыном Бернарда Фицалана-Говарда, 3-го барона Говарда из Глоссопа, и его жены Моны Стэплтон, 11-й баронессы Бомонт в своём праве (suo jure), потомком Генри Говарда, 13-го герцога Норфолка (1791—1856). Майлз получил образование в колледжах Амплефорт и Крайст-черч в Оксфорде. 3 июля 1936 года он был назначен вторым лейтенантом территориальной армии, 27 августа 1937 года был зачислен в гренадерскую гвардию в том же звании. 30 января 1939 года Фицалан-Говард стал лейтенантом, 30 января 1944 года — капитаном. Он участвовал во Второй мировой войне, в апреле 1944 года был награждён Военным крестом за разведку заминированных дорог под обстрелом противника. 
30 января 1949 года Фицалан-Говард был повышен в звании до майора, 28 февраля 1955 года — до подполковника. Его назначили начальником британской миссии при советских войсках в Германии (1957), повысили до полковника (1958). В 1960 году он стал командором Ордена Британской империи (CBE). В 1961 году сэр Майлз был назначен командиром 70-й бригады, включавшей королевских африканских стрелков и Кенийский полк, причём произошло это перед обретением Кенией независимости. Произведённый в бригадные генералы 1 января 1963 года, в том же году Фицалан-Говард стал командующим 1-й дивизией в звании временного генерал-майора. Он был утвержден в основном чине генерал-майора в феврале 1964 года.
После отказа от командования 5 ноября 1965 года сэр Майлз стал директором управления и вспомогательной разведки в Министерстве обороны (6 января 1966). В том же году по случаю дня рождения королевы он был награждён орденом Бани. 29 июля 1966 года Фицалан-Говард был назначен директором службы разведки Министерства обороны, спустя год он ушёл в отставку.
31 августа 1971 года, после смерти матери, сэр Майлз унаследовал титул барона Бомонта. 24 августа 1972 года, после смерти отца, он стал 4-м бароном Говардом из Глоссопа. 31 января 1975 года умер, не оставив сыновей, его кузен Бернард Фицалан-Говард, 16-й герцог Норфолк, и сэр Майлз стал 17-м герцогом. Он унаследовал ещё и должность графа-маршала и наследственного маршала Англии, присоединенную к герцогству Норфолк, став, таким образом, ответственным за государственные мероприятия. В силу этой должности герцог был наследственным судьей рыцарского суда и главой Военной коллегии, отвечавшей за геральдику в Англии, Уэльсе и других частях Содружества наций. Он был награждён за свои заслуги орденом Подвязки (1983), Королевским Викторианским орденом (1986), Королевской Викторианской цепью (2000), Большим крестом Ордена Пия IX, орденом Заслуг pro Merito Melitensi Мальтийского ордена.
Как старший пэр-католик Соединенного Королевства, Фицалан-Говард представлял королеву на интронизациях пап Иоанна Павла I и Иоанна Павла II и на похоронах Иоанна Павла I . Он был покровителем многих католических благотворительных организаций, включая Католическое строительное общество.
Герцог Норфолкский жил в приходе Хамблден до своей смерти 24 июня 2002 года. Его похоронили в часовне Фицалан в замке Арундел. В Вестминстерском соборе состоялась поминальная служба, которую отпраздновал кардинал-архиепископ Вестминстерский. Конгрегацию возглавляли принцесса Александра Кентская, представлявшая королеву, и фельдмаршал лорд Брамолл, представлявший герцога Эдинбургского.

## Семья
4 июля 1949 года Майлз Фицалан-Говард женился на Энн Мэри Терезе Констебль-Максвелл (1927— 2013), дочери лётчика-аса Джеральда Максвелла и Кэролайн Бернс-Карден. В этом браке родились:
- Тесса Мэри Изабель (20 сентября 1950), жена Родерика Бальфура, 5-го графа Бальфура[8];
- Карина Мэри Габриэль (20 февраля 1952), жена Дэвида Фроста[9];
- Марсия Мэри Джозефина (10 марта 1953), более известная как актриса Марша Фицалан, жена Патрика Райкарта и Николаса Джорджа[10];
- Эдуард, 18-й герцог Норфолк (2 декабря 1956)[11];
- Джеральд Бернард Фицалан-Говард (13 июня 1962)[12].